# Nǁng
Le nǁng ou nǀu est la seule langue survivante de la branche ǃkwi des langues tuu.
Le dialecte nǀu, un des trois dialectes dont le noms est parfois utilisé pour désigner la langue et ses variantes, fait l'objet d'une campagne de préservation. Il est enseigné dans les écoles par les personnes âgées, telle Katrina Esau, le maîtrisant et son vocabulaire est collecté.

## Sources